# Francisco Geraldes
Francisco Oliveira Geraldes (Lisbona, 18 aprile 1995) è un calciatore portoghese, centrocampista del Johor Darul Ta'zim.

## Carriera

### Club
Geraldes è cresciuto calcisticamente nel sistema giovanile dello Sporting Lisbona, iscritto dall'età di 8 anni. Il 30 marzo 2013 fa il suo debutto tra i professionisti nel match di Segunda Liga contro il Benfica B, perso per 1-3. Disputa la prima parte della stagione 2016-2017 in prestito al Moreirense, con i quali vince la Taça da Liga. A fine gennaio viene richiamato dal prestito e debutta con la prima squadra dello Sporting l'11 marzo 2017, in occasione della vittoria per 4-1 in casa del Tondela, sostituendo Gelson Martins al minuto 86. Disputa l'intera stagione 2017-2018 in prestito al Rio Ave, mentre nella seguente passa all'Eintracht Francoforte dove però non trova spazio e a fine dicembre 2018 ritorna allo Sporting.

### Nazionale
A livello giovanile disputa due partite con il Portogallo under 21: contro l'Ungheria nell'incontro valido per le qualificazioni al campionato europeo di calcio Under-21 2017 e un test amichevole con la Rep. Ceca.

## Statistiche

### Presenze e reti nei club
Statistiche aggiornate al 28 maggio 2025.
| Stagione                  | Squadra                   | Campionato                | Campionato | Campionato | Coppe nazionali | Coppe nazionali | Coppe nazionali | Coppe continentali | Coppe continentali | Coppe continentali | Altre coppe | Altre coppe | Altre coppe | Totale | Totale |
| Stagione                  | Squadra                   | Comp                      | Pres       | Reti       | Comp            | Pres            | Reti            | Comp               | Pres               | Reti               | Comp        | Pres        | Reti        | Pres   | Reti   |
| ------------------------- | ------------------------- | ------------------------- | ---------- | ---------- | --------------- | --------------- | --------------- | ------------------ | ------------------ | ------------------ | ----------- | ----------- | ----------- | ------ | ------ |
| 2012-2013                 | Sporting Lisbona B        | SL                        | 2          | 0          | -               | -               | -               | -                  | -                  | -                  | -           | -           | -           | 2      | 0      |
| 2013-2014                 | Sporting Lisbona B        | SL                        | 0          | 0          | -               | -               | -               | -                  | -                  | -                  | -           | -           | -           | 0      | 0      |
| 2014-2015                 | Sporting Lisbona B        | SL                        | 25         | 4          | -               | -               | -               | -                  | -                  | -                  | -           | -           | -           | 25     | 4      |
| 2015-2016                 | Sporting Lisbona B        | SL                        | 38         | 7          | -               | -               | -               | -                  | -                  | -                  | -           | -           | -           | 38     | 7      |
| 2016-gen. 2017            | Moreirense                | PL                        | 15         | 1          | TP+TL           | 0+4             | 0+1             | -                  | -                  | -                  | -           | -           | -           | 19     | 2      |
| gen.-giu. 2017            | Sporting Lisbona          | PL                        | 4          | 0          | -               | -               | -               | -                  | -                  | -                  | -           | -           | -           | 4      | 0      |
| gen.-giu. 2017            | Sporting Lisbona B        | SL                        | 6          | 0          | -               | -               | -               | -                  | -                  | -                  | -           | -           | -           | 6      | 0      |
| Totale Sporting Lisbona B | Totale Sporting Lisbona B | Totale Sporting Lisbona B | 71         | 11         | -               | -               | -               | -                  | -                  | -                  | -           | -           | -           | 71     | 11     |
| 2017-2018                 | Rio Ave                   | PL                        | 30         | 3          | TP+TL           | 3+4             | 0+0             | -                  | -                  | -                  | -           | -           | -           | 37     | 3      |
| lug.-dic. 2018            | Eintracht Francoforte     | BL                        | 0          | 0          | CG              | 0               | 0               | UEL                | 0                  | 0                  | SG          | 0           | 0           | 0      | 0      |
| gen.-giu. 2019            | Sporting Lisbona          | PL                        | 3          | 0          | TP+TL           | 0+0             | 0+0             | UEL                | 0                  | 0                  | -           | -           | -           | 3      | 0      |
| 2019-gen. 2020            | AEK Atene                 | SLE                       | 3          | 0          | CG              | 0               | 0               | UEL                | 3                  | 0                  | -           | -           | -           | 6      | 0      |
| gen.-giu. 2020            | Sporting Lisbona          | PL                        | 8          | 0          | TP+TL           | 0+0             | 0+0             | UEL                | 0                  | 0                  | -           | -           | -           | 8      | 0      |
| Totale Sporting Lisbona   | Totale Sporting Lisbona   | Totale Sporting Lisbona   | 15         | 0          | -               | 0               | 0               | -                  | 0                  | 0                  | -           | 0           | 0           | 15     | 0      |
| 2020-2021                 | Rio Ave                   | PL                        | 32         | 0          | CP+CdL          | 2+0             | 0+0             | UEL                | 3                  | 1                  | -           | -           | -           | 37     | 1      |
| lug. 2021                 | Rio Ave                   | PL                        | 0          | 0          | CP+CdL          | 0+1             | 0+0             | -                  | -                  | -                  | -           | -           | -           | 1      | 0      |
| Totale Rio Ave            | Totale Rio Ave            | Totale Rio Ave            | 62         | 3          |                 | 10              | 0               |                    | 3                  | 1                  |             | -           | -           | 75     | 4      |
| 2021-2022                 | Estoril Praia             | PL                        | 32         | 1          | CP+CdL          | 3+1             | 1+0             | -                  | -                  | -                  | -           | -           | -           | 36     | 2      |
| 2022-2023                 | Estoril Praia             | PL                        | 26         | 4          | CP+CdL          | 2+0             | 0+0             | -                  | -                  | -                  | -           | -           | -           | 28     | 4      |
| Totale Estoril Praia      | Totale Estoril Praia      | Totale Estoril Praia      | 58         | 5          |                 | 6               | 1               |                    | -                  | -                  |             | -           | -           | 64     | 6      |
| 2023-2024                 | Baniyas                   | PL                        | 12         | 0          | PC+CdL          | 0+2             | 0+0             | -                  | -                  | -                  | -           | -           | -           | 14     | 0      |
| mag.-ago. 2024            | Johor Darul Ta'zim        | LS                        | 5          | 0          | FACup           | 6               | 4               | -                  | -                  | -                  | -           | -           | -           | 11     | 4      |
| ago. 2024-feb. 2025       | Eldense                   | SD                        | 3          | 0          | CR              | 1               | 0               | -                  | -                  | -                  | -           | -           | -           | 4      | 0      |
| feb.-giu. 2025            | Wellington Phoenix        | AL                        | 5          | 1          | AC              | -               | -               | -                  | -                  | -                  | -           | -           | -           | 5      | 1      |
| Totale carriera           | Totale carriera           | Totale carriera           | 249        | 21         |                 | 29              | 6               |                    | 6                  | 1                  |             | 0           | 0           | 284    | 28     |

## Palmarès

### Club

#### Competizioni nazionali
- Coppa di Lega portoghese: 2

Moreirense: 2016-2017
Sporting Lisbona: 2018-2019
- Coppa del Portogallo: 1

Sporting Lisbona: 2018-2019